# Sabino de Guadalupe
Sabino de Guadalupe är en ort i Mexiko.   Den ligger i kommunen Tlacoapa och delstaten Guerrero, i den sydöstra delen av landet, 250 km söder om huvudstaden Mexico City. Sabino de Guadalupe ligger 1 423 meter över havet och antalet invånare är 107.
Terrängen runt Sabino de Guadalupe är huvudsakligen kuperad, men åt sydväst är den bergig. Runt Sabino de Guadalupe är det ganska glesbefolkat, med 42 invånare per kvadratkilometer. Närmaste större samhälle är Malinaltepec, 12,8 km öster om Sabino de Guadalupe. I omgivningarna runt Sabino de Guadalupe växer huvudsakligen savannskog.